# Кёнсан-Пукто
Кёнса́н-Пукто́ (кор. 경상북도), сокращенное название — Кёнбук (кор. 경북) — провинция на востоке Южной Кореи. Административный центр — город Андон.

## Административное деление
Кёнсан-Пукто поделена на 10 городов и 13 уездов. Далее даны их названия в русской транскрипции, на хангыле и ханче.

### Города
- Андон-си (안동시; 安東市)
- Йонджу-си (영주시; 榮州市)
- Йончхон-си (영천시; 永川市)
- Кёнджу-си (경주시; 慶州市)
- Кёнсан-си (경산시; 慶山市)
- Кимчхон-си (김천시; 金泉市)
- Куми-си (구미시; 龜尾市)
- Мунгён-си (문경시;聞慶市)
- Пхохан-си (포항시; 浦項市)
- Санджу-си (상주시; 尙州市)

### Уезды
- Йечхон-гун (예천군; 醴泉郡)
- Йондок-гун (영덕군; 盈德郡)
- Йонъян-гун (영양군; 英陽郡)
- Корён-гун (고령군; 高靈郡)
- Кунви-гун (군위군;軍威郡)
- Понхва-гун (봉화군; 奉化郡)
- Сонджу-гун (성주군; 星州郡)
- Уллын-гун (울릉군; 鬱陵郡)
- Ульчин-гун (울진군; 蔚珍郡)
- Чхильгок-гун (칠곡군; 漆谷郡)
- Чхондо-гун (청도군; 淸道郡)
- Чхонсон-гун (청송군; 靑松郡)
- Ыйсон-гун (의성군; 義城郡)